# Isogona
Isogona is een geslacht van vlinders van de familie spinneruilen (Erebidae), uit de onderfamilie Calpinae.

## Soorten
- I. acygonia Hampson, 1926
- I. agilaria Druce, 1890
- I. albistellata Hampson, 1926
- I. capitalis Schaus, 1912
- I. continua Walker, 1869
- I. gortynoides Walker, 1865
- I. natatrix Guenée, 1852
- I. punctipennis Grote, 1883
- I. segura Barnes & McDunnough, 1912
- I. tenuis Grote, 1872
- I. texana Smith, 1900